# Zaprucie
Zaprucie (ukr. Запруття, dawn. Przerwa) – wieś na Ukrainie w rejonie śniatyńskim obwodu iwanofrankiwskiego.